# Hiéroglyphe égyptien F17
La corne et vase déversant un liquide, en hiéroglyphes égyptiens, est classifiée dans la section F « Parties de mammifères » de la liste de Gardiner ; cet hiéroglyphe y est noté F17.

## Représentation
Il représente la combinaison d'une corne de bovin (race Negou) (hiéroglyphe F16) et d'un vase déversant un liquide (hiéroglyphe W54 voir D60). Il est translittéré ˁbw. 

## Utilisation
| a | b | w | F17 |

| a | b | w | F17 |

## Exemples de mots
| F17 | w |

| F17 | w |

| F17 | Y1 · Z2 |

| F17 | Y1 · Z2 |

| a | F17 | b | w | Y1 · Z2 | r · Z1 |

| a | F17 | b | w | Y1 · Z2 | r · Z1 |